# 準安定状態

準安定状態の直感的イメージ。(1)準安定状態、(2)遷移状態、(3)真の安定状態。しかしこれはあくまでイメージであり、平衡状態のみ記述できる熱力学では準安定状態は現れない。非平衡を記述する理論が完成しない限り準安定状態は扱えず、正確なこの図を作ることも横軸の意味を知ることもできない。

準安定状態（じゅんあんていじょうたい、英: metastable state）は、真の安定状態では無いが、大きな乱れが与えられない限り安定に存在できるような状態。準安定状態は小さな乱れに対しては安定であるが、大きな乱れが与えられると不安定になり、真の安定状態へ変化してしまう。
準安定状態は非平衡状態なので、いつかは真の安定状態へ変化するが、その変化の時間が非常に長いのが特徴である。「自由エネルギーが極小値をとるような状態」という記述がされることが多いが、それはあくまでイメージであることに注意しなければならない。そもそも平衡熱力学では平衡状態しか予言できないので準安定状態は扱えない。
準安定状態は、一つだけとは限らず、多数存在し得る。準安定状態同士、準安定状態と最安定状態の間には、乗り越えるべきエネルギー障壁が存在する。障壁は高い場合もあれば、低い場合もありまちまちである。障壁を乗り越えるような駆動力（熱など）があれば、より安定な状態へと移っていく。
準安定な状態の例としては、過冷却状態、過飽和状態、ガラス状態、常温・常圧におけるダイヤモンド（最も安定なのはグラファイト）、アナターゼ型の二酸化チタンなどがある。